# オスマツィ
オスマツィ（セルビア語:Осмаци、ボスニア語:Osmaci、クロアチア語:Osmaci）は、ボスニア・ヘルツェゴビナの町、およびそれを中心とした基礎自治体。同国を構成する2つの構成体のうちスルプスカ共和国に属し、ヴラセニツァ地方の南部にある。ボスニア・ヘルツェゴビナ紛争前はカレシヤ自治体に属していたが、紛争終結にともなって同自治体がボスニア・ヘルツェゴビナ連邦とスルプスカ共和国に分断され、スルプスカ共和国側はオスマツィ自治体となった。

## 人口
1991年、オスマツィ村の人口は2,628人であり、その民族別の内訳は以下の通りである:
- 1,535人 セルビア人 (58%)
- 1,087人 ムスリム人 (41%)
- 3人 クロアチア人
- 3人 ユーゴスラビア人